# HD108945
HD108945 — хімічно пекулярна зоря спектрального класу
A3 й має  видиму зоряну величину в смузі V приблизно  5,5.
Вона  розташована на відстані близько 310,9 світлових років від Сонця.

## Фізичні характеристики
Зоря HD108945 обертається 
досить швидко 
навколо своєї осі. Проєкція її екваторіальної швидкості на промінь зору становить  Vsin(i)= 75км/сек.

## Пекулярний хімічний склад
Зоряна атмосфера HD108945 має підвищений вміст 
Cr
.

## Магнітне поле
Спектр даної зорі вказує на наявність магнітного поля у її зоряній атмосфері.
Напруженість повздовжної компоненти поля оціненої з аналізу
крил ліній Бальмера
становить  553,9± 325,7 Гаус.